# Abderrazak Khairi
Abderrazak Khairi (Rabat, Marruecos, 20 de noviembre de 1962) es un exfutbolista y entrenador de fútbol de Marruecos que jugaba en la posición de delantero.

## Carrera

### Club
| Periodo   | Club                             |
| --------- | -------------------------------- |
| 1982-1995 | FAR Rabat                        |
| 1995-1996 | Souiq Club                       |
| 1996-1997 | Hilal de Yakoub El Mansour Rabat |

### Selección nacional
Jugó para Marruecos en 31 ocasiones de 1985 a 1990 y anotó seis goles; participó en la Copa Mundial de Fútbol de 1986 y en dos ediciones de la Copa Africana de Naciones.

### Entrenador
| Periodo   | Club                  |
| --------- | --------------------- |
| 2002-2003 | Union Touarga Sport   |
| 2003-2004 | Jeunesse El Massira   |
| 2005-2006 | MAS Fez               |
| 2006-2007 | FUS Rabat             |
| 2007-2008 | Ittihad Tanger        |
| 2008-2009 | Wydad Fez             |
| 2009-2010 | Chabab Rif Al Hoceima |
| 2010-2011 | AS Salé               |
| 2011-2012 | Saham Club            |
| 2012      | Raja Beni Mellal      |
| 2012-2013 | FAR Rabat             |
| 2014      | KAC de Kenitra        |
| 2017      | JS Kasbat Tadla       |
| 2017      | FAR Rabat             |

## Logros

### Club
- Botola (3): 1984, 1987, 1989
- Copa del Trono (3): 1984, 1985, 1986[4]
- copa Africana de Clubes Campeones (1): 1985

### Individual
- Goleador de la Botola en 1987.